# Peter Knuth
Peter Knuth (* 13. September 1946; † 21. Februar 2012 in Krefeld) war ein deutscher Arzt, Notfallmediziner und Verbandsfunktionär.

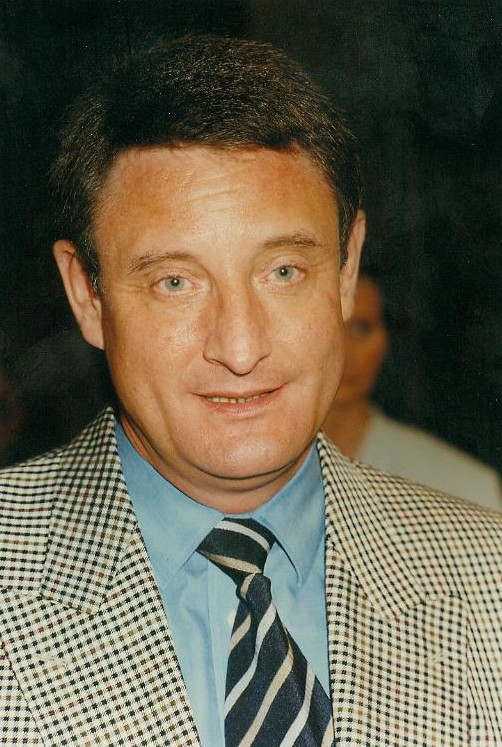
Peter Knuth

## Leben
Knuth wuchs in Krefeld auf und trat 1964 in die Polizei Nordrhein-Westfalen ein, wo er eine Ausbildung im Polizeidienst absolvierte. 1972 wurde er zum Polizeikommissar und 1975 zum Polizeihauptkommissar in Nordrhein-Westfalen ernannt. Im selben Jahr begann er eine Ausbildung zum Rettungssanitäter und anschließend ein Medizinstudium an der Universität in Düsseldorf. Während dieser Zeit war er häufig im boden- und luftgebundenen Rettungsdienst aktiv.
Nach Abschluss des Studiums begann er 1981 in Krefeld seine Facharztausbildung in der Anästhesie. Er blieb auch weiterhin sehr aktiv im Rettungsdienst. Unter anderem verfasste er seine Dissertation über die Einsatzeffektivität des boden- und luftgebundenen Rettungsdienstes der Städte Köln und Düsseldorf. Parallel begann er ein Studium an der Fachhochschule für öffentliche Verwaltung Nordrhein-Westfalen in Gelsenkirchen, das er 1985 als Diplom-Verwaltungswirt (FH) abschloss. Nach seiner Facharztanerkennung arbeitete Knuth kurzzeitig als Chefarzt in Hammelburg, bevor er 1986 als Geschäftsführender Arzt und Leiter des Weiterbildungsdezernats zur Bundesärztekammer wechselte.

## Berufspolitik
Bei der Bundesärztekammer bewirkte er unter anderem die Einrichtung des heute noch existierenden Ausschusses für „Notfall-/Katastrophenmedizin und Sanitätswesen“ und wirkte mit an der Schaffung des Fachkundenachweises Rettungsdienst als grundlegender Qualifikation für Notärzte sowie der Grundlagen für die Position eines Ärztlichen Leiters Rettungsdienst (ÄLRD).
Er wirkte mit bei der flächendeckenden Einführung des Leitenden Notarztes in Deutschland und der Entwicklung von Standards und Fortbildungsempfehlungen. Insbesondere nach dem Flugtagunglück von Ramstein wuchs in Deutschland die Erkenntnis, dass bei größeren Schadenslagen eine medizinische Führungsfunktion am Schadensort erforderlich sei.
Weiterhin war er maßgeblich an der Reform der ärztlichen Weiterbildungsordnung 1992 beteiligt.
Er war Mitbegründer des Deutschen Beirats für Erste Hilfe und Wiederbelebung bei der Bundesärztekammer und der Bundesvereinigung der Arbeitsgemeinschaften der Notärzte Deutschlands (BAND).
1997 wechselte er als Geschäftsführer zum Berufsverband Deutscher Internisten (BDI), wo er 2004 auf die Stelle des Hauptgeschäftsführers wechselte. Hier setzte er sich maßgeblich für die Eigenständigkeit der Fächer Innere Medizin und Allgemeinmedizin ein. Zum 31. Dezember 2005 schied er aus dieser Position aus.
Anschließend war er als freier Publizist tätig. 2007 begann er ein Jurastudium an der Fernuniversität Hagen.

## Privates
Peter Knuth hatte zwei Töchter.

## Auszeichnungen
- Verdienstkreuz am Bande (1990)
- Rudolph-Frey-Medaille (1996)[8]

## Publikationen
- Peter Knuth: Vergleichende Untersuchung über die Einsatzeffektivität der Bodennotarztdienste Düsseldorf und Köln und des Rettungshubschraubers Christoph Köln. Dissertation an der Medizinischen Fakultät der Universität Düsseldorf 1983.
- Christoph Biesing, Peter Knuth (Hrsg.): Erste Hilfe bei akuter Lebensgefahr. Stumpf und Kossendey, Edewecht 1988, ISBN 3-923124-19-8 (= Das Handbuch für die tägliche Praxis, Band 2).
- Peter Knuth, Peter Sefrin (Hrsg.): Notfälle nach Leitsymptomen: mit 29 Tabellen. Begründet von Franz-Carl Loch im Auftrag der Bundesärztekammer. 5., neu bearbeitete Auflage. Deutscher Ärzte-Verlag, Köln 2005, ISBN 978-3-7691-0424-0.